# Mistrzostwa Polski w Boksie 1986
57. Mistrzostwa Polski w boksie mężczyzn odbyły się w dniach 16-23 marca 1986 roku w Gdańsku.

## Medaliści
| Kategoria:                        | Złoto:                                  | Srebro:                                    | Brąz:                                                                      |
| waga papierowa (do 48 kg)         | Janusz Szamp (Stoczniowiec Gdańsk)      | Ryszard Majdański (Stal-Stocznia Szczecin) | Janusz Kluba (Carbo Gliwice) Henryk Sakowski (Zawisza Bydgoszcz)           |
| waga musza (do 51 kg)             | Zbigniew Raubo (Legia Warszawa)         | Sławomir Miedziński (Gwardia Warszawa)     | Wojciech Komasa (Olimpia Poznań) Juliusz Sobczak (GKS Jastrzębie)          |
| waga kogucia (do 54 kg)           | Mirosław Kliś (Górnik Knurów)           | Tomasz Krupiński (Czarni Słupsk)           | Mariusz Gęślak (Stoczniowiec Gdańsk) Jan Urbaniak (FAM Chełmno)            |
| waga piórkowa (do 57 kg)          | Tomasz Nowak (GKS Jastrzębie)           | Sławomir Forsztek (Czarni Słupsk)          | Edward Król (Stal-Stocznia Szczecin) Mirosław Warchoł (Gwardia Warszawa)   |
| waga lekka (do 60 kg)             | Krzysztof Kosedowski (Legia Warszawa)   | Dariusz Kosedowski (Legia Warszawa)        | Grzegorz Jabłoński (GKS Jastrzębie) Piotr Marcinkowski (Gwardia Warszawa)  |
| waga lekkopółśrednia (do 63,5 kg) | Henryk Rychłowski (Stoczniowiec Gdańsk) | Tomasz Winiarski (Wisła Kraków)            | Edward Gołębiewski (GKS Jastrzębie) Grzegorz Hołowczak (Prosna Kalisz)     |
| waga półśrednia (do 67 kg)        | Tadeusz Wijas (GKS Jastrzębie)          | Józef Kruszyński (Olimpia Poznań)          | Kazimierz Szczerba (Legia Warszawa) Andrzej Wygonny (Broń Radom)           |
| waga lekkośrednia (do 71 kg)      | Andrzej Krysiak (Igloopol Dębica)       | Jarosław Margas (Czarni Słupsk)            | Jerzy Kaczmarek (Gwardia Łódź) Piotr Rabsztyn (Szombierki Bytom)           |
| waga średnia (do 75 kg)           | Henryk Petrich (Legia Warszawa)         | Wojciech Misiak (Zagłębie Lubin)           | Maciej Cieciera (Gwardia Łódź) Waldemar Jańczur (Stal-Stocznia Szczecin)   |
| waga półciężka (do 81 kg)         | Stanisław Łakomiec (Gwardia Warszawa)   | Zygmunt Gosiewski (Gwardia Wrocław)        | Jarosław Cichocki (Stoczniowiec Gdańsk) Grzegorz Pracki (Start Włocławek)  |
| waga ciężka (do 91 kg)            | Janusz Czerniszewski (Legia Warszawa)   | Marek Łukasik (Zagłębie Lubin)             | Zenon Kruszyna (Górnik Knurów) Tadeusz Romański (Gwardia Zielona Góra)     |
| waga superciężka (powyżej 91 kg)  | Janusz Zarenkiewicz (Zagłębie Lubin)    | Marek Pałucki (Czarni Słupsk)              | Ryszard Jarmoluk (Stal Gorzów Wielkopolski) Marian Klass (Wybrzeże Gdańsk) |